# Werner Neitzel
Werner Neitzel (* 9. November 1907 in Förderstedt; † 26. August 1998 in Göppingen) war ein deutscher Schwimmer.
Ab 1921 war er im Magdeburger Schwimmclub von 1896. Bereits im Alter von 17 Jahren wurde er Deutscher Meister 1925 über 1500 m Freistil in der Herrenklasse, ebenso 1929 und 1930. Neitzel war insgesamt zwölfmal Deutscher Meister, stellte 19 deutsche und vier Europarekorde auf. Er lebte ab 1929 als Kapellmeister und Musikpädagoge in Göppingen, wo er auch im SV Göppingen 1904 weiter aktiv tätig war.